# São Cristovo de Ceia
São Cristovo de Ceia (San Cristovo de Cea; em espanhol, San Cristóbal de Cea) é um município da Espanha na província 
de Ourense, 
comunidade autónoma da Galiza, de área 94,44 km² com 
população de 2839 habitantes (2007) e densidade populacional de 31,57 hab/km².

## Demografia

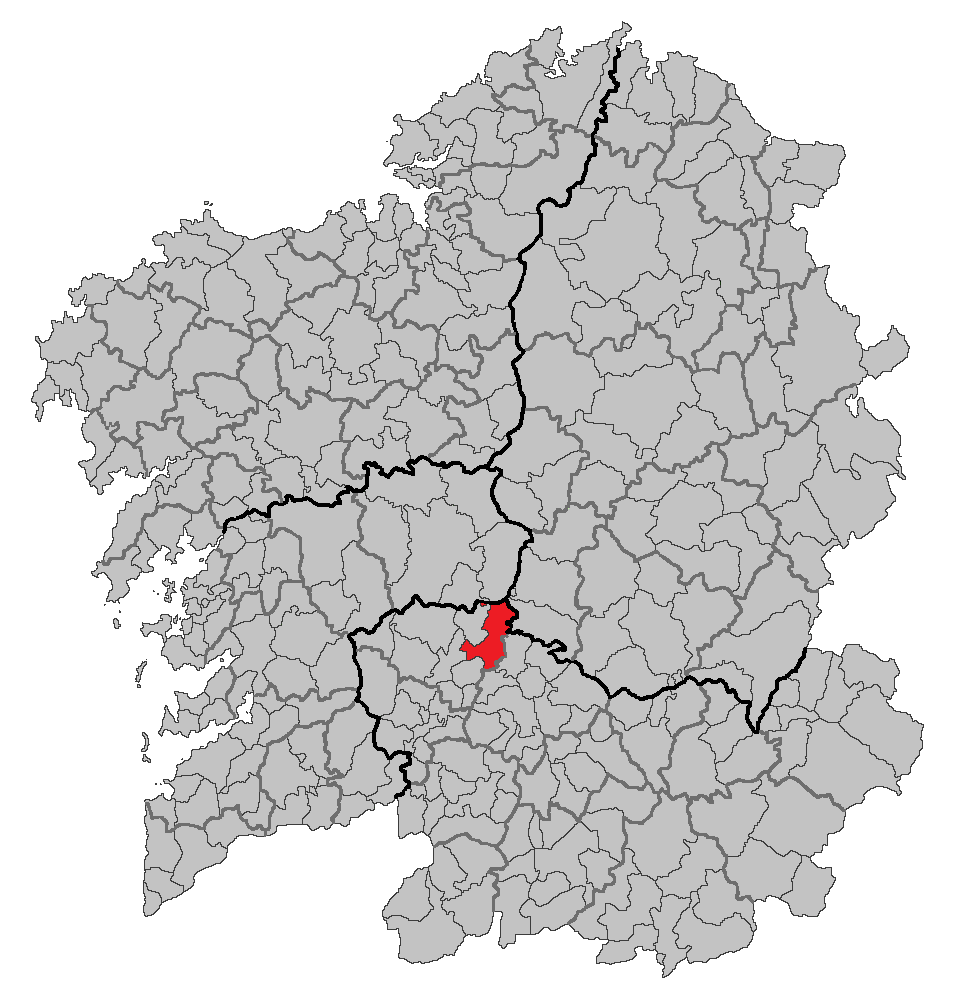
Localização de San Cristovo de Cea na Galiza.

| Variação demográfica do município entre 1991 e 2004 | Variação demográfica do município entre 1991 e 2004 | Variação demográfica do município entre 1991 e 2004 | Variação demográfica do município entre 1991 e 2004 |
| --------------------------------------------------- | --------------------------------------------------- | --------------------------------------------------- | --------------------------------------------------- |
| 1991                                                | 1996                                                | 2001                                                | 2004                                                |
| 3814                                                | 3447                                                | 3081                                                | 2994                                                |